# Renova
För andra betydelser, se Renova (olika betydelser).
Renova är ett svenskt företag inom avfallshantering och återvinning, verksamt i Västsverige.  
Företaget ägs av de tio västsvenska kommunerna  Ale, Göteborg, Härryda, Kungälv, Lerum, Mölndal, Partille, Stenungsund, Tjörn och Öckerö.
Sedan 2014 består Renovakoncernen av moderbolaget Renova AB och dotterbolaget Renova Miljö AB. Moderbolaget utför direkttilldelade uppdrag från ägarkommunerna och dotterbolaget Renova Miljö AB verkar på en konkurrensutsatt marknad och erbjuder tjänster för företag och offentlig verksamhet.
År 2017 behandlade Renova totalt 1 480 000 ton avfall och återvinningsmaterial. Omsättningen är ca 1,3 miljarder kronor och företaget har cirka 800 anställda. Renova har flera anläggningar för behandling, mellanlagring och omlastning av avfall och återvinningsmaterial i västra Sverige. Företagets avfallskraftvärmeverk i Sävenäs är en av världens mest avancerade anläggningar för förbränning av avfall med energiproduktion.

## Historia
Renova har sitt ursprung i renhållningsverket i Göteborg som började sin verksamhet år 1885.
Göteborgsregionens avfallsaktiebolag GRAAB bildades av Göteborgs kommun och kranskommunerna på 1960-talet, för att gemensamt bygga en förbränningsanläggning för avfall. Tidigare hade hushållsavfallet tippats på Brudaremossen. År 1974 öppnade Sävenäs förbränningsanläggning. År 1998 gick renhållningsverket i Göteborg och GRAAB samman till Renova.

## Bolagsnamn och logotyp
”Re” är latin för åter och ”nova” betyder ny. Logotypen med en stigande sol symboliserar växande miljömedvetande, energi och växtkraft.